# Volker Weidler
Volker Weidler (Heidelberg, 18 maart 1962) is een voormalig autocoureur uit Duitsland. Hij wilde in 1989 10 maal deelnemen aan een Grand Prix Formule 1 voor het team Rial, maar wist zich in geen van deze races te kwalificeren. Hij won de 24 uur van Le Mans in 1991.